# Qiqihar
Qiqihar (chiń. upr. 齐齐哈尔; chiń. trad. 齊齊哈爾; pinyin Qíqíhā’ěr) – miasto o statusie prefektury miejskiej w północno-wschodnich Chinach, w prowincji Heilongjiang, port nad rzeką Nen Jiang. W 2010 roku liczba mieszkańców miasta wynosiła 924 737. Prefektura miejska w 1999 roku liczyła 5 537 279 mieszkańców. Ośrodek przemysłu hutniczego, maszynowego, elektrotechnicznego, chemicznego, drzewnego, spożywczego i mineralnego.
Siedziba rzymskokatolickiej prefektury apostolskiej Qiqihar.
W dniach 15–21 kwietnia 2007 roku rozegrano w mieście Mistrzostwa Świata w Hokeju dywizji I, grupy A.
W mieście znajduje się stacja kolejowa Qiqihar oraz port lotniczy Qiqihar.

## Podział administracyjny
Prefektura miejska Qiqihar podzielona jest na:
- 7 dzielnic: Longsha, Jianhua, Tiefeng, Ang’angxi, Fularji, Nianzishan, Meilisi,
- miasto: Nehe,
- 8 powiatów: Longjiang, Yi’an, Tailai, Gannan, Fuyu, Keshan, Kedong, Baiquan.